# Sancho Garcês III de Pamplona

Arrano beltza, símbolo de Navarra durante os tempos de Sancho "O Maior"

Sancho Garcês III de Pamplona, "o Grande" (c. 991 — 18 de Outubro 1035), foi rei de Pamplona, conde consorte de Castela de 1029 a 1035[a] por casamento, e ainda Conde de Aragão de 1004 a 1035.
Aumentou ainda os seus territórios, com entre com o Condado de Cea em 1030, ao qual acrescentou os territórios de Sobrarbe e Ribagorza de 1015 e 1018, respectivamente.
As suas intervenção no coração do Reino de Leão, entre 1034 e 1035 tem sido sujeita ao longo da história a interpretações conflituantes, que defendem desde uma guerra-relâmpago a uma aceitação mais ou menos voluntaria da sua presença por parte do rei Bermudo III de Leão, dado que a documentação conhecida da época não menciona qualquer conflito entre os reinos de Leão e de Pamplona.
Sancho III foi filho do rei Garcia Sanches II de Pamplona e Jimena Fernandes e sucedeu a seu pai como rei de Pamplona e conde de Aragão em 1004. Em 1011 casou com Munia Mayor de Castela (995 — 1067), filha do conde de Castela Sancho Garcia, que em 1029 herda o condado do seu irmão Garcia Sanches. A partir desta data, Sancho III torna-se rei de quase toda a Península Ibérica e intitula-se Rex Hispaniarum, rei das Espanhas.
Mais tarde, Sancho dividiu as suas possessões pelos filhos.

## Biografia
No fim do século XI, em certos documentos usa-se já o sobrenome "Mayor" para distingui-lo de seu neto homónimo, Sancho IV Garcês (minor). Contudo, não seria exorbitado classificá-lo como "O Grande" pelo seu pepel significante no processo de configuração medieval dos reinos hispano-cristãos. Ainda que na documentação autêntica se lhe adjudica o simples título de "rei  [Pamplonês] pela graça de Déus" (gratia Dei [Pampilonensis] rex), em tempos imediatamente posteriores e até à atualidade tem-se-lhe atribuído outros títulos como o de "imperador (imperator).
Primogénito de García II Sanches e de sua esposa Jimena Fernandes, dama da alta nobreza leonesa, aparece já como confirmante em diplomas expedidos por seu pai desde los anos de 996-997, isto é, quando completou sete anos de idade. Com o desaparecimento de seu pai (em 999) em circunstâncias concretas desconhecidas, converteu-se no depositário titular do reino, mas conforme a tradição sucessória pamplonesa só começou a exercer as correspondentes funções (potestas regia) ao completar a maioridade de catorze anos segundo parece demonstrar, entre outras, uma referência documental de agosto de 1004.

## Relações familiares
Era filho de Garcia Sanches II de Pamplona "O tremedor" e de Jimena Fernandes, filha de Fernando Bermudes e de Elvira Dias de Saldanha.
Ainda solteiro teve com Sancha de Aibar:
- Ramiro I de Aragão (Ramiro Sánchez) (1008 — 8 de Maio de 1069)[4], rei de Aragão bastardo, e que casou com Gisberge de Bigorre, filha de Bernardo I Rogério de Foix e de Garsenda de Bigorre.

Com Munia Mayor de Castela, filha de Sancho Garcia, conde de Castela e de Urraca Gomes, filha de Gomez Diaz de Saldanha, conde de Saldaña e de Muniadona Fernandes, com quem casou cerca de 1011, teve:
- Garcia Sanches III de Pamplona, rei de Pamplona (ca. 1012 — 1054) casou com Estefânia de Foix, filha de Bernardo I Rogério de Foix e de Garsenda de Bigorre.
- Gonzalo Sanches, conde de Sobrarbe e Ribagorza, (ca. 1014 — 1045),
- Fernando I de Leão (Fernando I, "o Magno") cerca de (1016-1065), conde de Castela (1035-1065) e rei de Leão (1037-1065),[5][6] Casou com Sancha I de Leão, filha de Afonso V de Leão e Castela e de sua primeira esposa Elvira Mendes;
- Bernardo Sanches de Pamplona.
- Jimena Sanches (1018–1020 — depois de 1062) casou com Bermudo III de Leão (1016–1037)